# دار المدنيات
دار المدنيات معهد موسيقي في قرطبة، يعتبر الأول في الأندلس، تأسس عام 825م في عهد الأمير عبد الرحمن الأوسط. أشرف عليها زرياب، من طالباته صبح البشكنجية أم الخليفة هشام المؤيد بالله.

## تاريخ
كان عبد الرحمن الأوسط مولعاً بالغناء مؤثراً له على جميع لذاته، ولذلك فقد وفد إلى الأندلس في عهده بعض القيان (الإماء المغنيات) من المدينة المنورة، فأفرد لهن داراً ملحقة بقصره سميت «دار المدنيات».
استقبلت دار المدنيات إضافة إلى الجواري الواردات من المشرق العربي أفواجا من العرب وغير العرب من الأندلس وغير الأندلس.
وما فتئت مدن أخرى أن حذت حذو قرطبة، اشبيلية وطليطلة وبلنسية، وغرناطة، فأحدثت بها مدارس ومراكز لتعليم الموسيقى، وكان من رجالها عباس بن فرناس (ت 274-888 م) الذي كان يتقن ضرب العود، ويعزى اليه الفضل في إدخال الموسيقى الشرقية إلى أسبانيا على عهد الحكم الربضي.
أوجد زرياب 24 نوبة، الملوف في المغرب العربي، كل واحدة منها لكل ساعة من اليوم كما هي الحال لدى الهنود القدماء. ويُحكى أن زرياب كان ذا قوة ذاكرة خارقة فحفظ عن ظهر قلب عشرة آلاف من المقطوعات الشعرية.

## أبرز طلابها
من طالبات زرياب بنوه الثمانية وبنتاه علية وحمدونة، ومغنيات وافدات من المشرق لمع من بينهن فضل غزلان ومصابيح وهنيدة ومتعة وقمر البغدادية وقلم الأندلسية وفضل المغنية. وأخريات إسبانيات الأصل هن الأكثر عددا، ومن هؤلاء الروميات أيضا الشفاء، وهي أم ولد لعبد الرحمن الأوسط، ومنفعة التي غنت بحضرة عبد الرحمن الأوسط أيضا فاستجاد غناءها، وتلميذات زرياب الأثيرات: متعة، ومؤامرة، وفلة، وغزلان، وطروب، أم ولده عبد الله، وضرتها فجر، ومصابيح جارية الكاتب أبي حفص عمر بن تهليل.

### فضل المدنية
يصفها المؤرخون بأنها كانت حاذقة بالغناء، كاملة الخصال، نشأت وتعلمت ببغداد، ودرجت من هناك إلى المدينة المنورة، فازدادت ثم طبقتها في الغناء، واشتريت هناك للأمير عبد الرحمن صاحب الأندلس مع صاحبتها علم المدنية.

### قلم
هي ثالثة فضل وعلم في الحظوة عند الأمير، وكانت أندلسية الأصل رومية من سبي البشكنس، أرسلت إلى المشرق حيث صقلت موهبتها ولقنت أصول الغناء العربي، ثم عادت إلى قرطبة لتلتحق بدار المدنيات. فوقعت بالمدينة، وتعلمت هنالك الغناء فحذقته، وكانت أديبة ذاكرة حسنة الخط، راوية للشعر حافظة للأخبار، عالمة بضروب الآداب.